# Kocsis Zoltán
Kocsis Zoltán (Budapest, 1952. május 30. – Budapest, 2016. november 6.) kétszeres Kossuth- és Liszt Ferenc-díjas zongoraművész, karmester és zeneszerző, a Nemzeti Filharmonikus Zenekar főzeneigazgatója (1997–2016), érdemes és kiváló művész, a kortárs magyar zene egyik legnagyobb alakja.

## Élete

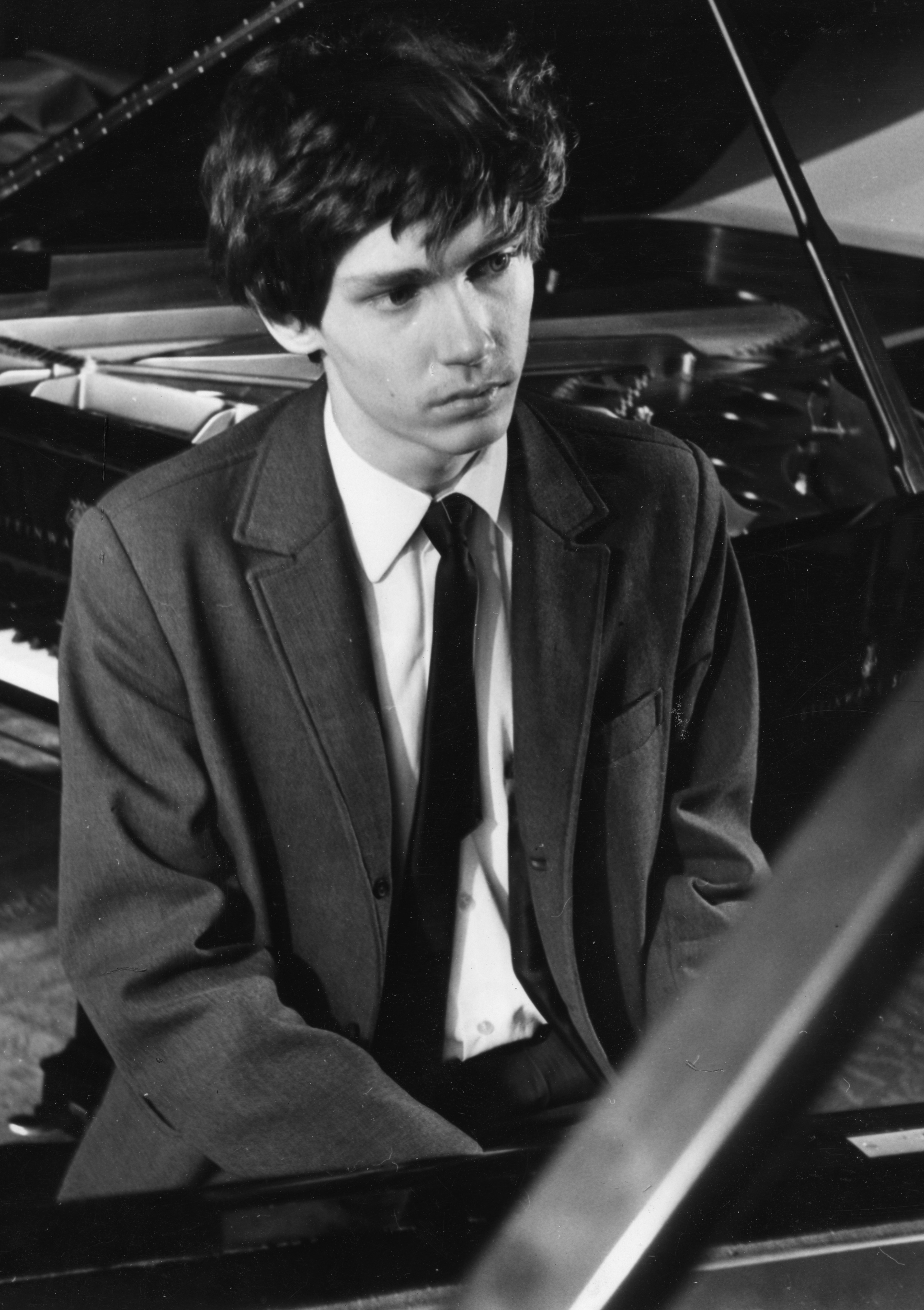
20 éves korában (Urbán Tamás felvétele)

Hároméves korában kezdett el zongorázni. 1957–1963 között a Fővárosi Zeneiskola Szervezetben, a Bartók Béla Zeneművészeti Szakközépiskolában, majd a Liszt Ferenc Zeneművészeti Főiskola zongora szakán tanult Kadosa Pál és Rados Ferenc tanítványaként. Nemzetközi ismertséget 18 éves korában szerzett, amikor a Magyar Rádió Beethoven-versenyét megnyerte. 21 évesen megkapta a legrangosabb zenei kitüntetést, a Liszt Ferenc-díjat. Néhány év alatt meghívás meghívást követett a világ minden jelentős zenei központjába és fesztiváljára. Huszonöt évesen megkapta a magyar állam által adható legmagasabb kitüntetést, a Kossuth-díjat, és fellépett a világ számos vezető zenekarával, mint például a Berlini Filharmonikusok, a Royal Filharmonikus Zenekar, a Bécsi Filharmonikusok, a Chicagói Szimfonikus Zenekar, a San Franciscó-i Szimfonikus Zenekar.
Rendszeres sztárvendége volt több fontos fesztiválnak, többek között Edinburgh, Párizs, Tours, Luzern, Salzburg, Prága, Menton, és olyan ismert karmesterekkel dolgozott, mint Claudio Abbado, Christoph von Dohnányi, Edo de Waart, Charles Mackerras, Ferencsik János, Lovro von Matačić, Charles Dutoit, Herbert Blomstedt és Michael Tilson Thomas.
1982–83-ban a Mozgó Világ folyóirat zenei rovatának vezetője volt.
1983-ban Fischer Ivánnal megalapította a Budapesti Fesztiválzenekart. 1984-ben az Érdemes művész címet, hat évvel később a Kiváló művész címet is megkapta. 1987-től, karmesteri pályája mellett, komponált is.
A Denon, a Hungaroton, a Nippon Columbia, a Phonogram és a Quintana lemezcégek részére készített több felvétel után hosszú éveken át a Philips Classics exkluzív művésze volt.
Kocsis Zoltán 1997 őszétől a Nemzeti Filharmonikus Zenekart vezette. Az eltelt években a Nemzeti Filharmonikusokkal Európa számos országában, valamint Japánban és az Egyesült Államokban szerepelt. A közönség mindenütt világsztárokat megillető lelkesedéssel ünnepelte.
2005-ben másodjára is megkapta a Kossuth-díjat. 2006 decemberében a Hungaroton gondozásában és Kocsis Zoltán vezetésével útjára indult az új Bartók összes kiadás. A sorozatban megjelenő CD-k közül többet rangos nemzetközi díjakkal (MIDEM Classical Award, Diapason d’or, Pizzicato Supersonic-díj) tüntettek ki.
2010. január 16-án mutatták be a Művészetek Palotájában Arnold Schönberg Mózes és Áron című operáját, amelynek harmadik felvonását Kocsis Zoltán komponálta meg. Minden év május 30-án megtartott születésnapi koncertjének bevételét élete végéig a Gyermekmentő Szolgálatnak ajánlotta fel.
2012. szeptember 21-én életmentő szívműtéten esett át. 2016. november 6-án hosszú betegség után elhunyt.

## Művei
A zeneszerző Kocsis Zoltán a hetvenes évektől lépett közönség elé. Működése sokáig a Simon Albert által alapított Új Zenei Stúdióhoz és az általa képviselt zenei gondolkodásmódhoz kapcsolódott, bizonyos kompozíciói azonban túlmutatnak a Stúdió esztétikáján. Legfontosabb művei: Bemutató (1976), Fészek (1975–76); Utolsó előtti találkozás (1981); 33 December (1983); Kopogtatások – A vacsora – Kiállítás (operák, 1984–85, az opera terveken Pilinszky Jánossal közösen dolgozott); Mementó (gyászzene Csernobil áldozatainak emlékére, 1986); Utolsó találkozás (1990, az Amadinda ütőegyüttes számára).

## Zenei publicisztikái aHolmifolyóiratban
Tagja volt a Holmi szerkesztőbizottságának, s rendszeresen publikált a folyóiratban. A Zeneakadémia rektora, Vigh Andrea szerint „írásai a zenei érzékenység, a zenetörténeti jártasság és a míves fogalmazásmód különleges ötvözetei, a zenei publicisztika magasiskolái.”
- Magyarlondon, Holmi, 1990. január
- Boulez Debussyt vezényel, Holmi, 1990. június
- Technika és megrendülés (Csalog Gábor lemezéről), Holmi, 1990. november
- Mozart kadenciáiról, Holmi 1991. december
- Kontroll nélkül (Claude debussy: Préludes I–II. Krystian Zimerman – zongora), Holmi, 1995. július
- Dohnányi Dohnányit játszik (Dohnányi plays Dohnányi), Holmi, 2004. október
- Levél a túlvilágra, Holmi, 2009. március
- Igazság és becsület (Márta Kurtág: Beethoven: Diabelli variations 22 variations on a waltz by Anton Diabelli. Op. 120), Holmi, 2010. augusztus
- Amit mindenkinek hallania kell (Václav Talich live, 1939), Holmi, 2012. június
- Chopin kezdőknek és haladóknak (Ingolf Wunder: Chopin recital), Holmi, 2012. július
- A legnagyobbak közt (Annie Fischer: encore • in concert), Holmi, 2014. november
- Mindörökké árnyékban? Bartók Béla: Húsz magyar népdal, BB 98, Holmi, 2014. december

## Felvételei

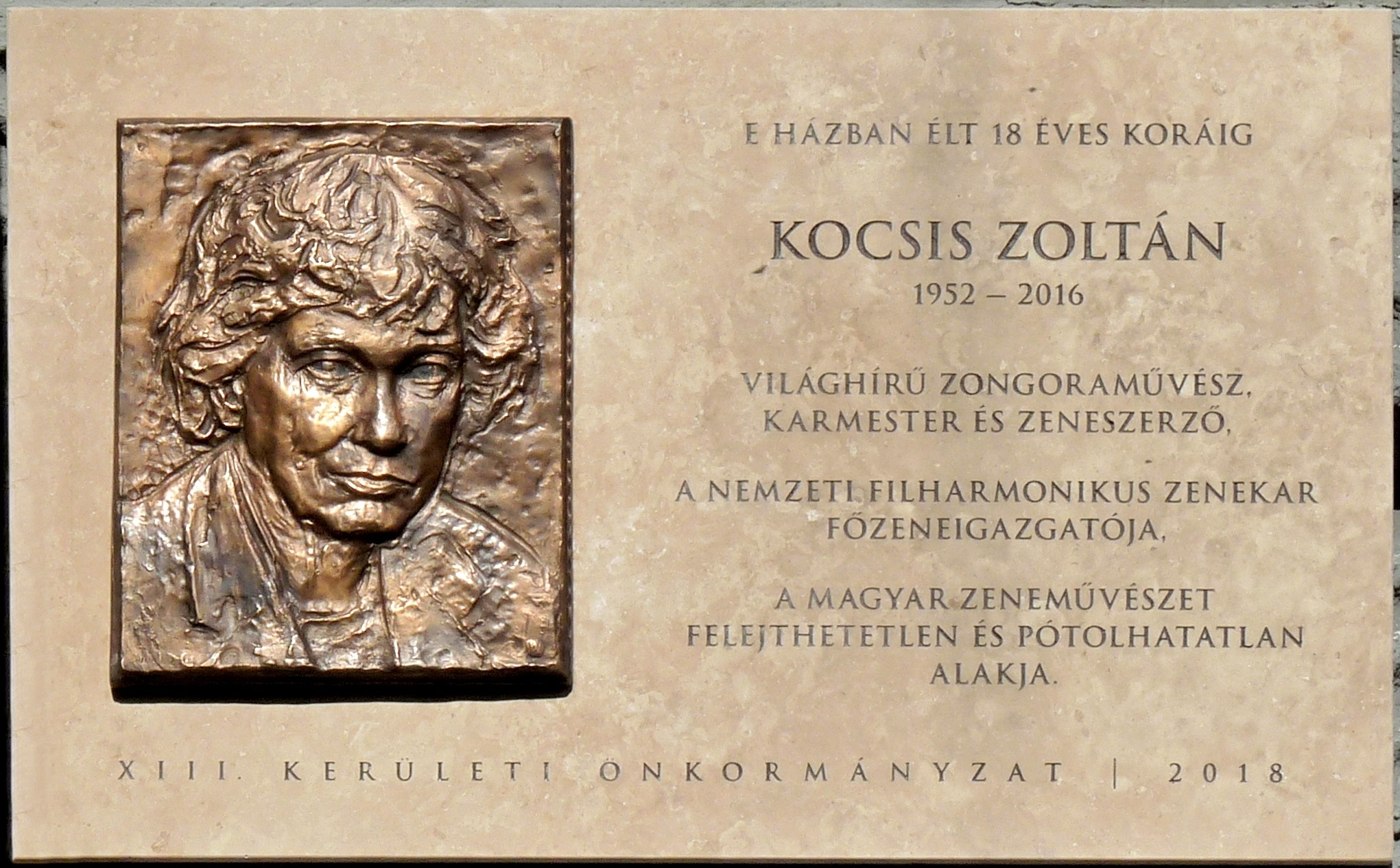
Emléktáblája Budapest XIII. kerületében, gyermekkora lakhelyén

- Mozart: Concerti for Two And Three Pianos – Hungaroton, 1973[11]
- Bartók – Allegro barbaro / Szvit Op. 14. / Szonáta Hungaroton,1978[11]
- Schubert – Chopin – Liszt – Rachmainov – Bartók Hungaroton SLPX 12239-1980[11]
- Wolfgang Amadeus Mozart: Piano Sonatas – Kocsis Zoltán 1980[12]
- Bartók / For Children – Hungaroton, 1981[11]
- Megnyitó hangverseny, (Bartók) Partner: Ránki Dezső Hungaroton SLPX-12400, 1981[11]
- Claude Debussy: Debussy: Hősi bölcsődal & E-dúr arabeszk – Kocsis Zoltán 1984[13]
- Piano Duets by Mozart, Ravel and Brahms – Kocsis Zoltán és Ránki Dezső – Hungaroton, 1987[11]
- Bartók: The Works for Piano & Orchestra Kocsis Zoltán és Fischer Iván – Hungaroton, 1990[11]
- Orchestrations by Kocsis Zoltán – Debussy Elfelejtett ariettái (szoprán Hajnóczy Júlia),a Sarabande, Raveltől a teljes Couperin sírja. Nemzeti Filharmonikusok – Hungaroton, 2003[11]
- Dohnányi – Debussy – Kocsis – Rahmanyinov AMG, 2004
- Hommage à Fritz Kreisler ( Kelemen Barnabás hegedű) BMC, 2017[14]
- A Bartók Új sorozat kiadványai
  - Román táncok (karmester)
  - Rapszódia hegedűre és zenekarra; Hegedűverseny (karmester – Kelemen Barnabás hegedű)
  - Zene húros hangszerekre, ütőkre és celesztára (karmester)
  - Bartók Új Sorozat: I. és II. hegedű-zongoraszonáta – Szonáta hegedűre(Kelemen Barnabás hegedű, Kocsis Zoltán zongora, Hungaroton, HSACD 32515 (2012)[15]
- Zoltán Kocsis - Complete Philips Recordings (2022. február 4.) Decca 485 1589 (26 CD)

## Jelentősebb díjak, elismerések
- Liszt Ferenc-díj (1973)
- Kossuth-díj (1978, 2005)
- Érdemes művész (1984)

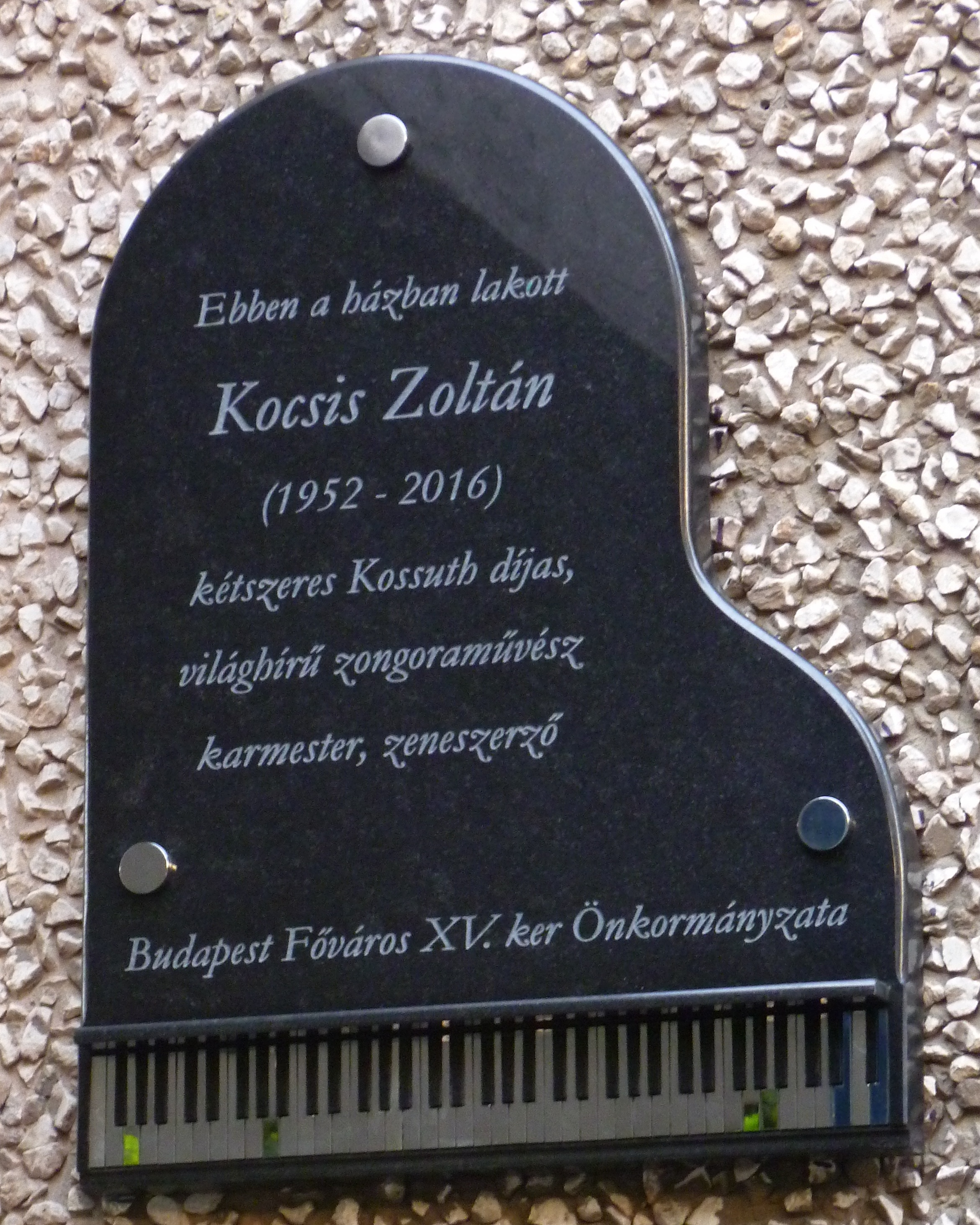
Emléktáblája Budapest XV. kerületében, az újpalotai Nyírpalota út 33. sz. ház falán

- Edison-díj (1984) – Bartók Béla zongorára és zenekarra írt műveinek Fischer Ivánnal és a Fesztiválzenekarral készült felvételeiért
- Gramophone-díj (1984) – Debussy-lemezéért
- Kiváló művész (1990)
- Maecenas-díj (1990)
- Újbuda díszpolgára (1998)[16]
- Chevalier dans l'Ordre des Arts et des Lettres (2002) – A francia zene népszerűsítése érdekében végzett kimagasló munkájáért és egész zenei tevékenységéért.[17]
- Cannes-i Midem Fesztivál Életműdíja (2004)
- Prima díj (2004)
- Bartók–Pásztory-díj (2006)
- A magyar kultúra követe (2007)
- Jubileumi Prima Primissima díj (2007)
- Zamárdi díszpolgára (2008)[18]
- Magyar Corvin-lánc (2012)
- Budapest díszpolgára (2014)[19]
- Fair Play díj (2016)[20]
- Hazám-díj (posztumusz, 2016)
- Erzsébetváros díszpolgára (posztumusz, 2017)[21]
- Magyar Örökség díj (posztumusz, 2023)

## Családja
Első felesége Hauser Adrienne zongoraművésznő volt, akinek tőle két gyermeke született: Márk (1987) és Rita (1988). Második felesége Tóth Erika zongoraművésznő volt. Két gyermekük született, az egyik Kocsis Krisztián (1997) zongoraművész.

## Emlékezete
- 2017. május 31-én, Újpalotán avatták emléktábláját. Kocsis Zoltán szüleivel tíz éven át élt a Nyírpalota utca 33. számú ház hatodik emeletén. Az emléktábla alkotója Nagy Gábor Mihály Munkácsy Mihály-díjas képzőművész.[25]
- Kocsis Zoltán-próbaterem a pécsi Kodály Központban. (2017)[26]
- A magyar klasszikus zene napja (2021-től)[27]